# سیارک ۵۹۵۸
سیارک ۵۹۵۸ (به انگلیسی: 5958 Barrande، نامگذاری:1989BS1) پنج هزار و نهصد و پنجاه و هشتمین سیارک کشف شده‌است که در ۲۹ ژانویه ۱۹۸۹ کشف شد.
قدر مطلق سیارک برابر ۱۳٫۷۰ است.